# جوليو ريبيرو
جوليو ريبيرو (بالإنجليزية: Júlio Ribeiro)‏ (16 أبريل 1845، صبارا في البرازيل - 1 نوفمبر 1890، سانتوس، ساو باولو في البرازيل)؛ كاتب، صحفي وروائي برازيلي. درس في جامعة ساو باولو.